# Сан-Агустин (Халиско)
Сан-Агусти́н (исп. San Agustín) — посёлок в Мексике, в штате Халиско, входит в состав муниципалитета Тлахомулько-де-Суньига. Численность населения, по данным переписи 2020 года, составила 49 402 человека. Посёлок входит в метрополитенский ареал Гвадалахары.

## Общие сведения
Название San Agustín дано в честь Святого Августина.
Поселение было основано в 1542 году как францисканский приход Сан-Агустин, куда расселяли молодых жителей индейского поселения Сапотепек, а для старшего населения было основано поселение Сан-Себастьян.
В 1551 году поселения были включены в конвент Сантьяго-де-Тлахомулько.
В 1940 году поселение было переименовано в Николас-Касильяс (исп. Nicolás R. Casillas), в честь революционера, полковника Николаса Касильяса, расстрелянного в 1913 году в этом поселении, но в 1996 году поселению вернули историческое название.
В 1942 году была основана францисканская семинария.
Сан-Агустин расположен в 10 км к северу от муниципального центра, города Тлахомулько-де-Суньига, и в 15 км к югу от центра столицы штата, города Гвадалахара, на федеральной трассе 80.

## Население
| Год  | Численность | Численность |
| ---- | ----------- | ----------- |
| 2000 | 14 355      | [ 7 ]       |
| 2010 | 30 424      | [ 8 ]       |
| 2020 | 49 402      | [ 9 ]       |